# Mantispa ellenbergeri
Mantispa ellenbergeri är en insektsart som först beskrevs av Luisa Eugenia Navas 1927.  Mantispa ellenbergeri ingår i släktet Mantispa och familjen fångsländor. Inga underarter finns listade i Catalogue of Life.